# Vojka
Vojka (in ungherese Véke) è un comune della Slovacchia facente parte del distretto di Trebišov, nella regione di Košice.